# Brachychloa schiemanniana
Brachychloa schiemanniana är en gräsart som först beskrevs av Herold Georg Wilhelm Johannes Schweickerdt, och fick sitt nu gällande namn av Sylvia Mabel Phillips. Brachychloa schiemanniana ingår i släktet Brachychloa och familjen gräs.
Artens utbredningsområde är KwaZulu-Natal. Inga underarter finns listade i Catalogue of Life.